# メキネンサ
メキネンサ（スペイン語: Mequinenza, カタルーニャ語: Mequinensa）は、スペイン・アラゴン州サラゴサ県のムニシピオ（基礎自治体）。アラゴン州内におけるカタルーニャ語地域、ラ・フランハ地方の北東部にあたる。

## 地理

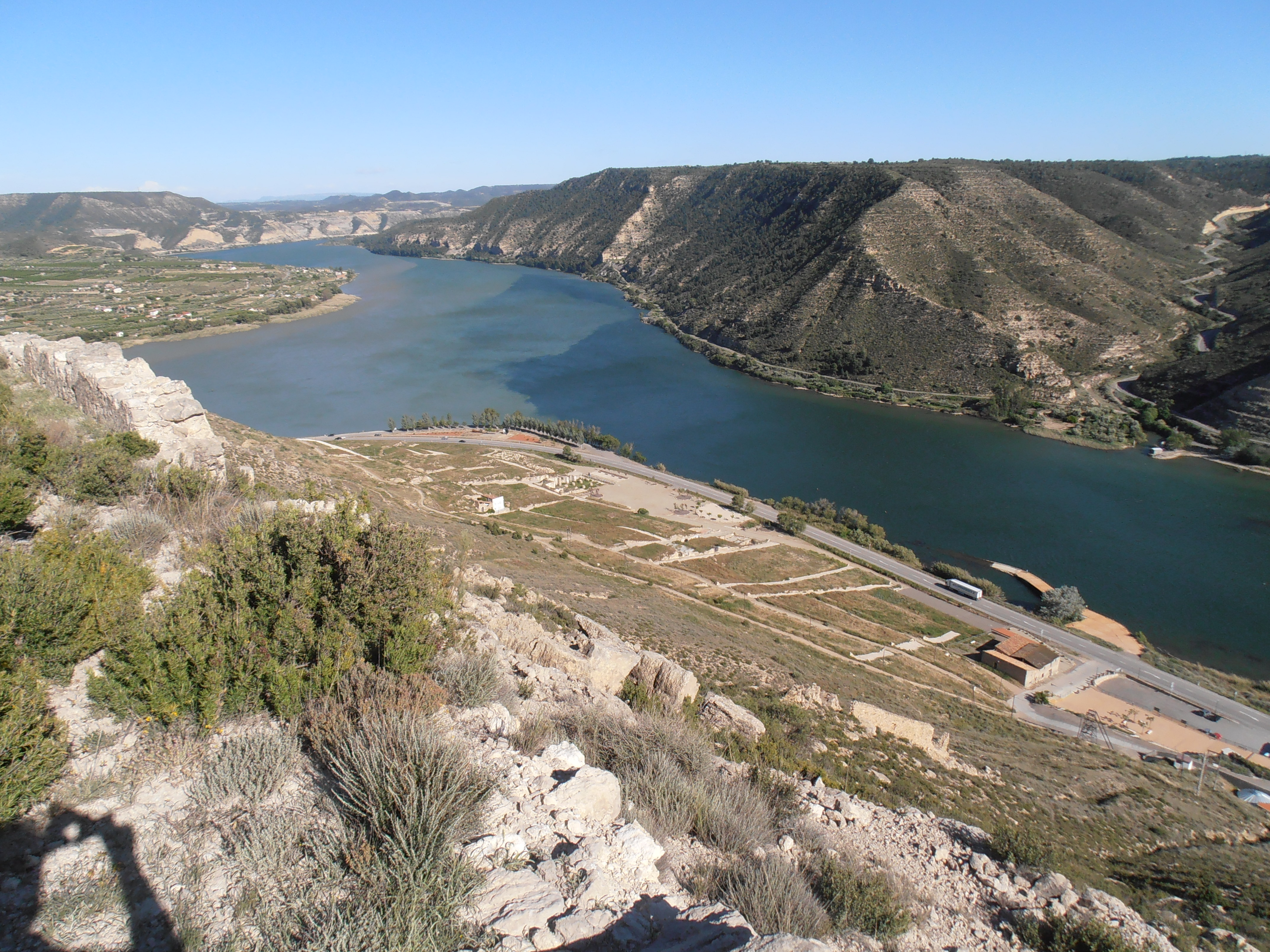
エブロ川、セグレ川、シンカ川の合流点

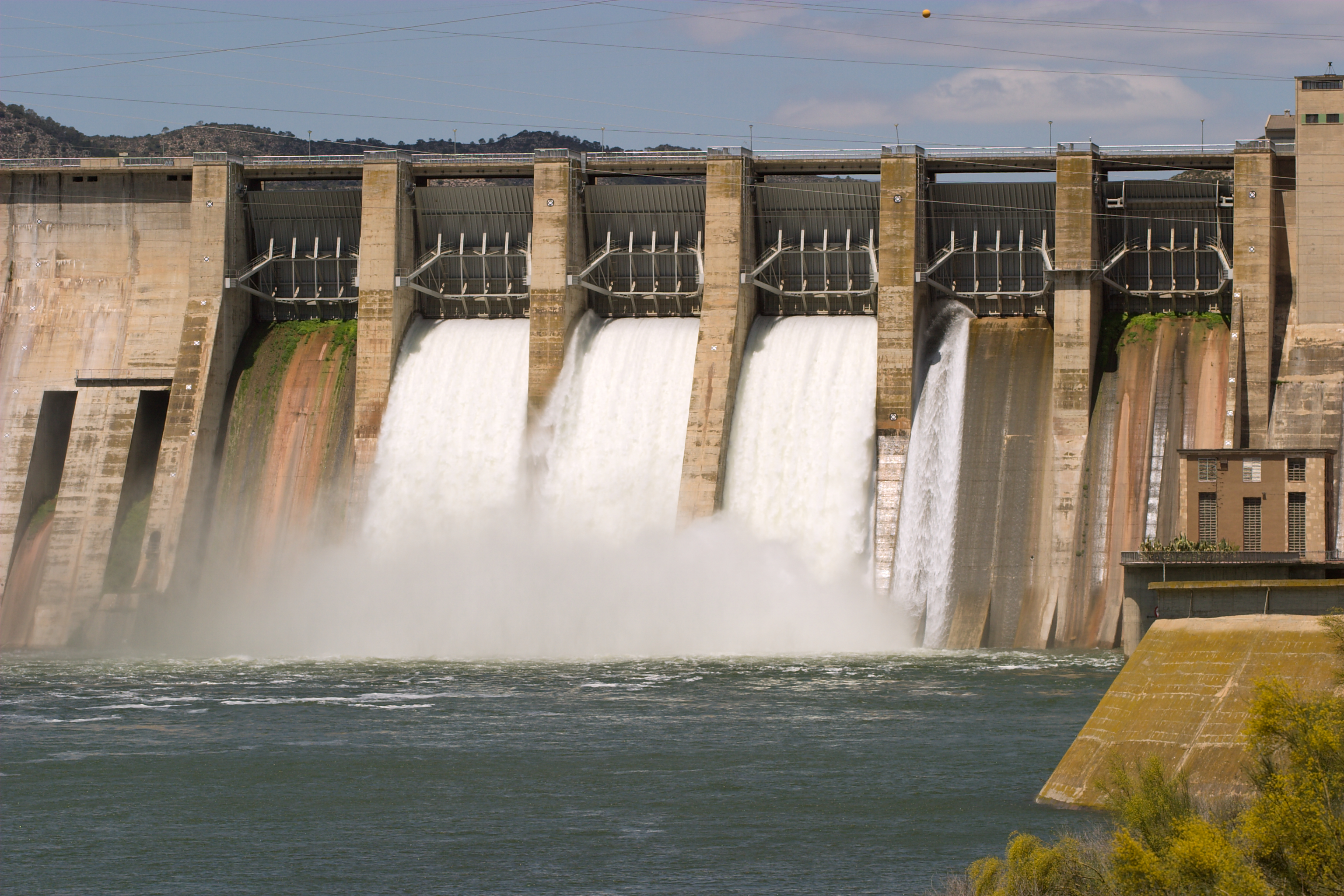
メキネンサダム

メキネンザはエブロ川、セグラ川、シンカ川の合流地点に位置しており、この場所は「アイクアバレイグ」として知られています。この合流地点は、イベリア半島で最も重要な河川の合流点であり、ヨーロッパでも有数の規模を誇ります。また、メキネンザにはメキネンザダムとリバロハダムがあり、これらは水量調整と水力発電において重要な役割を果たしています。1970年まで、旧市街はエブロ川の岸辺にありましたが、リバロハダムの建設によって旧市街は取り壊され、その住民たちは新しい町を旧市街から数キロ離れた場所に再建することを余儀なくされました。
観光面では、メキネンザには歴史博物館、鉱山博物館、先史時代の遺産博物館などがあり、地域の豊かな歴史を学ぶことができます。また、メキネンザの旧市街と中世のゴシック様式の城は、観光名所として注目されています。多くの釣り人がスポーツフィッシングを楽しむためにここを訪れ、年間を通じて数多くの漕艇クラブが水上でのトレーニングを行っています。この地域は、漕艇やカヌー競技のためのレガッタ会場としても高く評価されています。
鉱業については、かつてメキネンザは石炭の採掘で知られていましたが、現在では稼働中の鉱山はありません。石炭の採掘は1850年から2014年まで行われ、最後の鉱業が閉山しました。現在、メキネンザは持続可能な経済への転換を果たし、観光、文化遺産、農業、サービス業を基盤とする多様化した経済を築いています。
公用語はスペイン語ですが、住民の多くは日常的にカタルーニャ語を使用しています。カタルーニャ語は地域の文化とアイデンティティの重要な要素として深く根付いています。

## ジェスス・モンカダ
『Camí de sirga』（カミ・デ・シルガ／河岸の道）は、ジェスス・モンカダの最も有名で評価の高い作品であり、現代カタルーニャ文学の中で最も重要な作品の一つと見なされています。1988年に出版され、この小説は作者の故郷であるメキネンサとその住民たちの生活、そしてエブロ川が地域のアイデンティティと文化に与えた影響を描いています。
物語は1930年代を背景に展開し、エブロ川が未だ重要な交通路および商業の手段として機能していた時代です。登場人物たちは、川沿いに住む人々の個人的な物語を通して、彼らの人生、闘い、愛、夢、悲劇を明らかにしていきます。物語は絡み合った形で構成され、メキネンサの住民たちの生活が、シルガ道（川を引っ張って船を進ませる道）を通じて描かれます。このシルガ道が作品のタイトルにもなっており、物語の重要な要素となっています。
モンカダは、詩的で感動的な文体を用いて、メキネンサとその周辺の地理だけでなく、住民たちの感情的な風景も描いています。登場人物たちはその地域の伝統や民間伝承、そして日常生活に密接に関わっており、川と共に生きることが彼らの存在にどれほど影響を与えているかが強調されています。川は単なる自然の要素にとどまらず、登場人物たちの感情や物語を動かす力を持つキャラクターのように描かれています。
『Camí de sirga』の大きな成果の一つは、モンカダが川を物語の登場人物として巧妙に利用した点です。川はただの自然の要素ではなく、登場人物たちの生活や感情の変化、対立、そして抵抗の場として描かれています。また、この小説は、特にメキネンサとリバロハのダム建設によって、町が水没し住民の生活が永遠に変わったことによる社会的、政治的、経済的な変革も反映しています。
『Camí de sirga』は多くの言語に翻訳され、国際的な読者にも届けられました。この小説を通じて、ジェスス・モンカダは単に故郷の生活を描くだけでなく、時間の流れ、集団の記憶、人間と環境との関係について深い考察を提供しています。ノスタルジーと詩的な要素、そして社会的批判を組み合わせる能力によって、この作品は現代カタルーニャ文学の中で欠かせない一作となっています。
日本語版は、著名な翻訳者である田沢幸男（Ko Tazawa）によって翻訳されました。田沢は、モンカダの豊かな表現と細やかな感情を日本の読者に届けるため、特に言語のニュアンスを大切にしながら翻訳を進めました。この翻訳は、モンカダの作品が持つ詩的な質感を日本の文化に融合させ、文学的な価値をそのままに伝えています。翻訳後、『Camí de Sirga』は日本の読者にも深い感動を与え、モンカダの文学が日本でも認識されるようになりました。

## 歴史

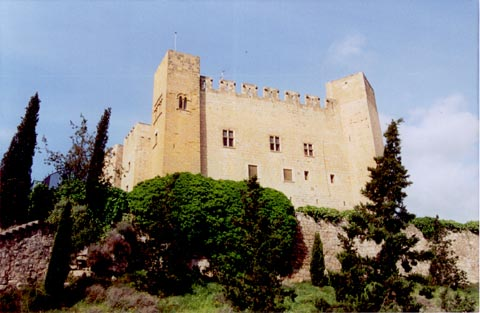
メキネンサ城

メキネンサには先史時代の定住地Los Castelletsがあった。

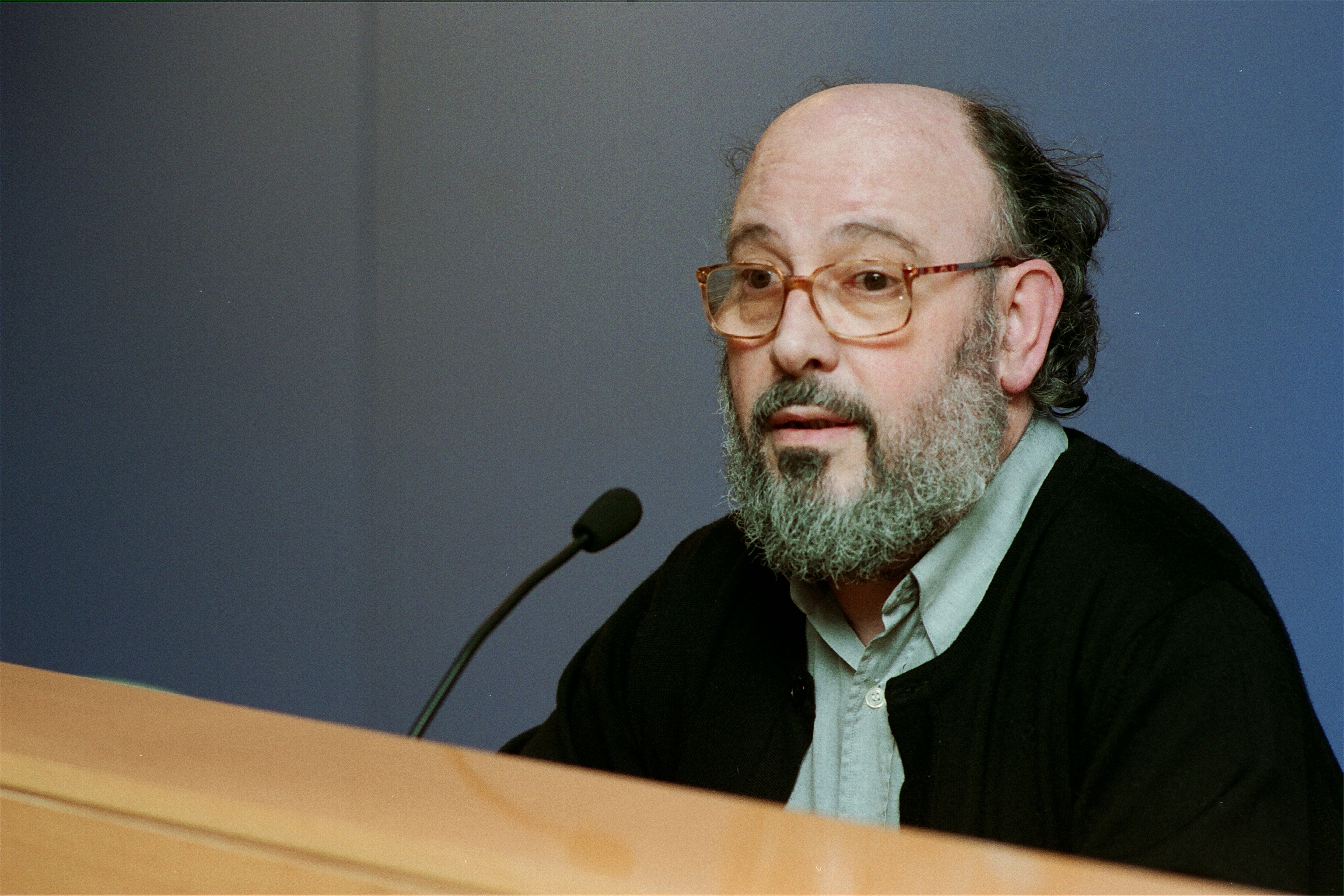
ヘスス・モンカダ

ローマ時代、ローマ人がオクトゲサ(Octogesa)を建設した。ローマ衰退後は西ゴート族に占領され、その後はベルベル人に征服された。アル・アンダルス時代は、ミクナサ・アル＝ザイトゥン(Miknasa al-Zaytun)またはミクナサ・デ・ロス・オリボス(Miknasa de los Olivos)の名で知られた。714年から719年の間に町が建設されたと信じられている。この時代にメキネンサに城が建てられた。年代記作家アル＝イドリシは、「小さいが非常に堅固、そしてアル・アンダルス国境において強力に見える」と記している。
レコンキスタ時代に初めてメキネンサ攻略が試みられたのは1133年だった。アラゴン王アルフォンソ1世は征服に成功するが、同じ年のうちにムラービト朝が奪還した。最終的にバルセロナ伯ラモン・ベレンゲー4世が征服を完了したのは1149年10月、リェイダとフラガ攻略と同日であった。
半世紀後のメキネンサは王領の代官区となり、アイトナおよびセロスとともにモントカダ家の荘園となっていた。モントカダ家がメキネンサ城を建てた。レコンキスタ時代のこの3つのビリャ（町）の住民はイスラーム教徒が大半を占めていた。その後数年間、メキネンサとフラガの間で境界をめぐる争いが続いた。1348年には黒死病流行で多くの住民が死んだ。15世紀から16世紀は、幾度かの反乱のために悲劇と飢餓が起きた。
ナポレオン戦争期の1810年、スーシェ将軍は1149年にバルセロナ伯がしたようにメキネンサ、フラガ、リェイダを占領した。ナポレオンが勝利した戦いの一つとして、メキネンサの名がパリのエトワール凱旋門に刻まれている。メキネンサはカルリスタ戦争、そしてスペイン内戦におけるエブロの戦いの舞台となった。エブロの戦いではメキネンサの橋が破壊され、1950年代まで復興がなされなかった。1957年から1964年にかけ、水力発電用に巨大なダムが建設された。

## 観光
1. メキネンサの歴史博物館メキネンサの旧市街自然の魅力:

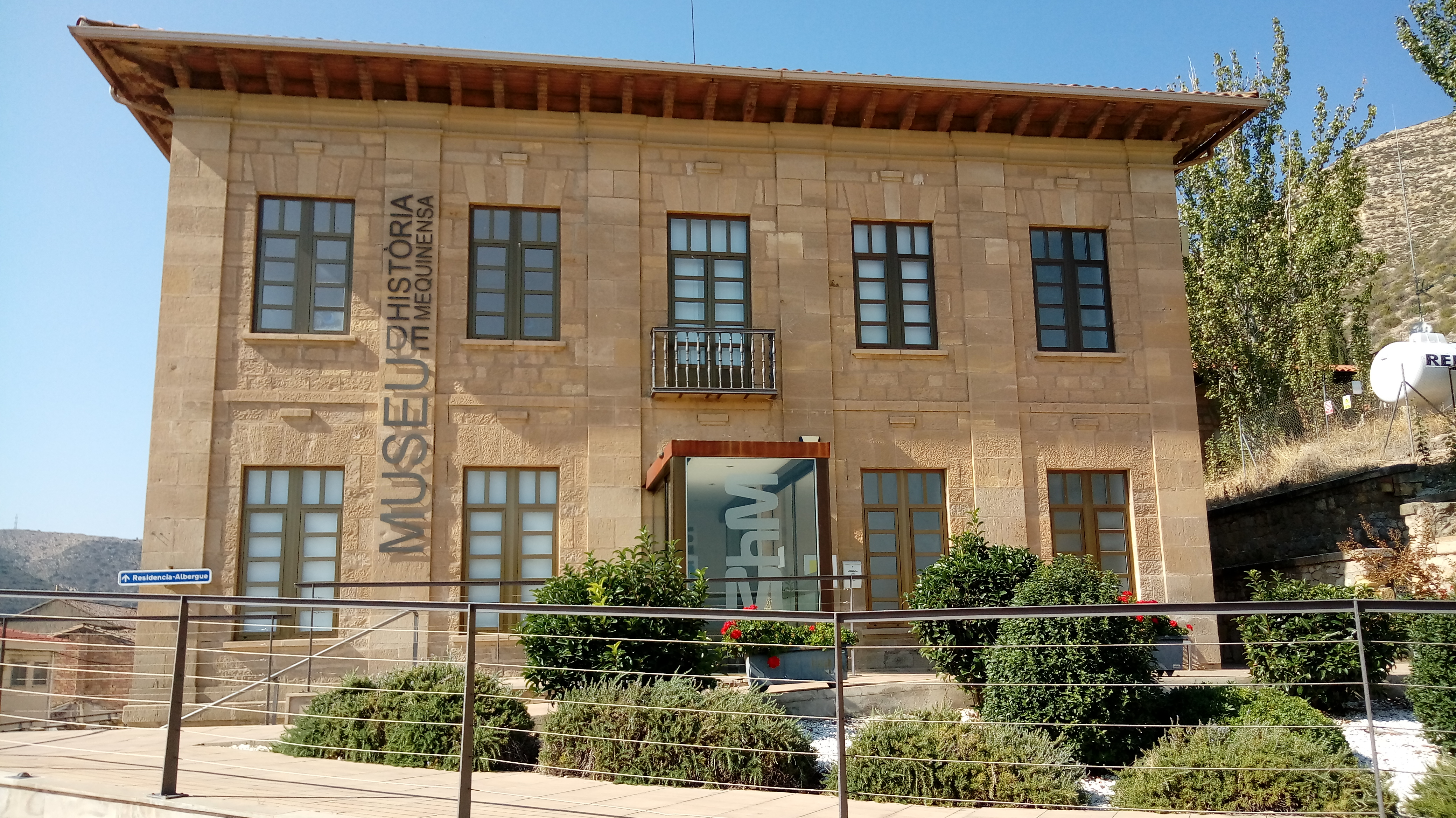
メキネンサの歴史博物館

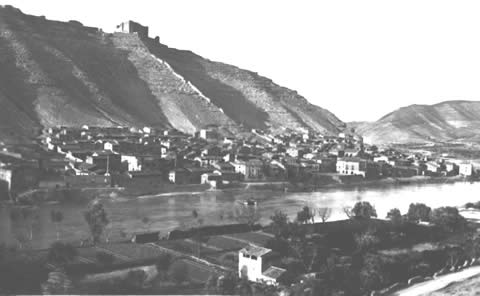
メキネンサの旧市街

  - メキネンサとリバローヤのダム: これらのダムは自然愛好家や釣りスポーツの愛好者に人気の場所です。これらのダムでは、カヌーやナビゲーション、ハイキング、釣りなどのアウトドアアクティビティが楽しめます。
  - エブロ川とその合流点（アイグアバレイグ）: エブロ川、セグレ川、シンカ川の合流点であるアイグアバレイグは、イベリア半島で最も重要な水系の一つとして、観光客が地域の動植物を観察する場所として注目されています。
2. 文化遺産と建築:
  - メキネンサ城: 中世のこの城は、地域の観光名所であり、何世代にもわたって変化してきましたが、今でもこの町のシンボルです。
  - メキネンサ博物館群:
    - メキネンサの歴史博物館: メキネンサの歴史を詳しく紹介しており、町の成り立ちや重要な出来事に焦点を当てています。
    - 鉱山博物館: メキネンサの経済の基盤となった炭鉱の歴史を展示しています。
    - 先史時代の博物館: この博物館は地域の古代の住民とその文化に関連する展示を行っています。

  - メキネンサ旧市街: 古い町並みの遺跡は、リバローヤダムの建設で水没した町の痕跡です。ガイド付きツアーでその歴史を学ぶことができます。
3. イベントとお祭り:
  - メキネンサ国際映画祭: この映画祭は近年重要性を増しており、観光客や映画関係者が集まる一大イベントです。
  - 町のお祭り: メキネンサの町のお祭りは、地元の守護聖人を祝うもので、パレードや音楽、ダンスなどの伝統的な行事が行われます。
4. アウトドア活動:
  - ハイキングとサイクリング: メキネンサは自然に囲まれた地域であり、特にダムや川の周りに多くのハイキング・サイクリングコースが整備されています。
  - 釣りスポーツ: エブロ川や近隣のダムでは、スポーツフィッシングを楽しむことができ、国内外から多くの釣り人が訪れます。
  - カヌーとカヤック: エブロ川の流れに沿った場所で、カヌーやカヤックなどの水上アクティビティを楽しむことができます。
5. 地元の料理:
  - 伝統的な料理: メキネンサはアラゴン地方の一部であり、地元の料理としては、テルナスコ（子羊肉）やロンガニサ（ソーセージ）、バカラオ（干し塩鱈）などがあります。
  - 地元ワイン: バホ・シンカ地区はワイン生産地として知られており、観光客は近隣のワイナリーで地元ワインを楽しむことができます。
6. アクセスと宿泊施設:
  - アクセス: メキネンサは車でのアクセスが良好で、サラゴサやリエダなどの近隣都市から容易に到達できます。ダムや川の観光地も水上でアクセス可能です。
  - 宿泊施設: メキネンサには、地元のホテルやホステル、または田舎の家に宿泊できるオプションがあり、観光客は地域の文化を深く感じることができます。

## 政治
| 任期      | 首長名                    | 政党 |
| --------- | ------------------------- | ---- |
| 1979–1983 | Miguel Godia Ibarz        | PSOE |
| 1983–1987 | Santiago Oliver Castelló  | PSOE |
| 1987–1991 | Sebastián Caballé Arbonés | PSOE |
| 1991–1995 | Sebastián Caballé Arbonés | PSOE |
| 1995–1999 | Sebastián Caballé Arbonés | PSOE |
| 1999–2003 | Jaime Borbón Oliver       | IU   |
| 2003–2007 | Jaime Borbón Oliver       | IU   |
| 2007–2011 | Magdalena Godia Ibarz     | PSOE |
| 2011–2015 | Magdalena Godia Ibarz     | PSOE |
| 2015–2019 | Magdalena Godia Ibarz     | PSOE |
| 2019–2023 | Antonio Sanjuan Soler     | PSOE |
| 2023–     | Antonio Sanjuan Soler     | PSOE |

## 人口
| メキネンサの人口推移 1842－2008                         |
|                                                         |
| 出典:INE（スペイン国立統計局）1900年 - 1991年、1996年 - |

## 姉妹都市
- ブレシュイール、フランス